# Kato Moni
Kato Moni (gr. Κάτω Μονή) – wieś w Republice Cypryjskiej, w dystrykcie Nikozja. W 2011 roku liczyła 339 mieszkańców.